# KNI
KNI (Groenlandais : Kalaallit Niuerfiat, Danois : Grønlands Handel) est un groupe de distribution groenlandais, dont le siège est basé à Sisimiut.
Il s'agit à l'origine d'une compagnie commerciale et maritime créée à Copenhague en 1774 sous le nom de Den Kongelige Grønlandske Handel (« Le commerce royal groenlandais ») par les autorités coloniales danoises, ayant des liens d'actionnariat avec la Royal Greenland.
Devenue la KNI (Kalaallit Niuerfiat), elle opère à travers plusieurs enseignes :
- Pilersuisoq - enseigne de supermarché
- Neqi - enseigne spécialisée dans le vente de viande et de poisson
- Polaroil - station service.
- Arctic Green Food